# 212e division d'infanterie (Empire allemand)
Pour les articles homonymes, voir 212e division d'infanterie.
La 212e division d'infanterie est une unité de l'armée allemande créée en 1916 qui participe à la Première Guerre mondiale. Elle est engagée lors de la bataille de la Somme, la division occupe ensuite un secteur du front en Champagne avant son transfert sur le front de l'est en mars 1917. Elle participe aux combats sur le front russo-roumain. En 1918, la division est déplacée en Ukraine où elle reste jusqu'en 1919 avant son retour en Allemagne et sa dissolution.

## Première Guerre mondiale

### Composition

#### 1916
- 57e brigade d'infanterie

20e régiment d'infanterie
114e régiment d'infanterie
98e régiment d'infanterie de réserve
- 279e régiment d'artillerie de campagne (régiment saxon)
- 2e compagnie de pionniers de landwehr

#### 1917
- 212e brigade d'infanterie

415e régiment d'infanterie
416e régiment d'infanterie
182e régiment d'infanterie
- 2e escadron du 18e régiment d'uhlans
- 67e commandement divisionnaire d'artillerie

279e régiment d'artillerie de campagne (régiment saxon)
- 212e bataillon de pionniers

#### 1918
- 182e régiment d'infanterie
- cavalerie

5e escadron du 18e régiment de hussards
escadron 1 à 4 du 2e régiment d'uhlans royal bavarois (de)
- 67e commandement divisionnaire d'artillerie

279e régiment d'artillerie de campagne (régiment saxon)

### Historique
La division est formée à la mi-septembre 1916 par le regroupement du 20e régiment d'infanterie, issu de la 6e division d'infanterie, 114e régiment d'infanterie, issu de la 29e division d'infanterie et du 98e régiment d'infanterie de réserve, issu de la 10e division de réserve.

#### 1916

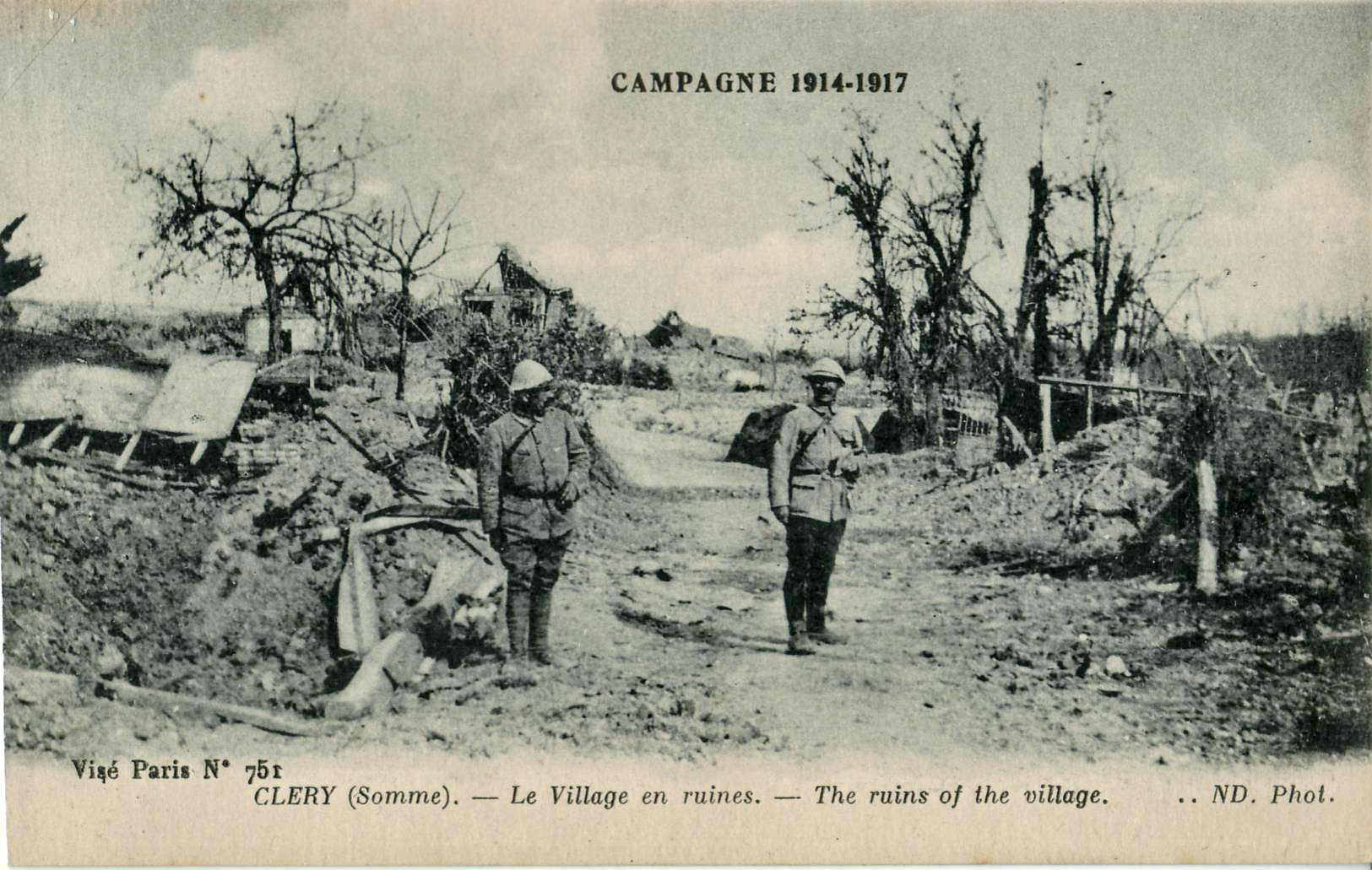
Village en ruines de Cléry-sur-Somme, 1917.

- 5 - 15 septembre : formation dans la région de Saint-Quentin.
- 15 septembre - 5 octobre : engagée dans la bataille de la Somme au nord de la Somme entre Cléry-sur-Somme et la route reliant Béthune à Péronne.
- 5 - 25 octobre : retrait du front, repos dans la région de Saint-Quentin.
- 25 octobre - 25 novembre : à nouveau engagée dans la bataille de la Somme, sur la rive sud entre Génermont et Ablaincourt-Pressoir.
- 25 novembre - 3 décembre : retrait du front, transport en Champagne et repos.

#### 1917

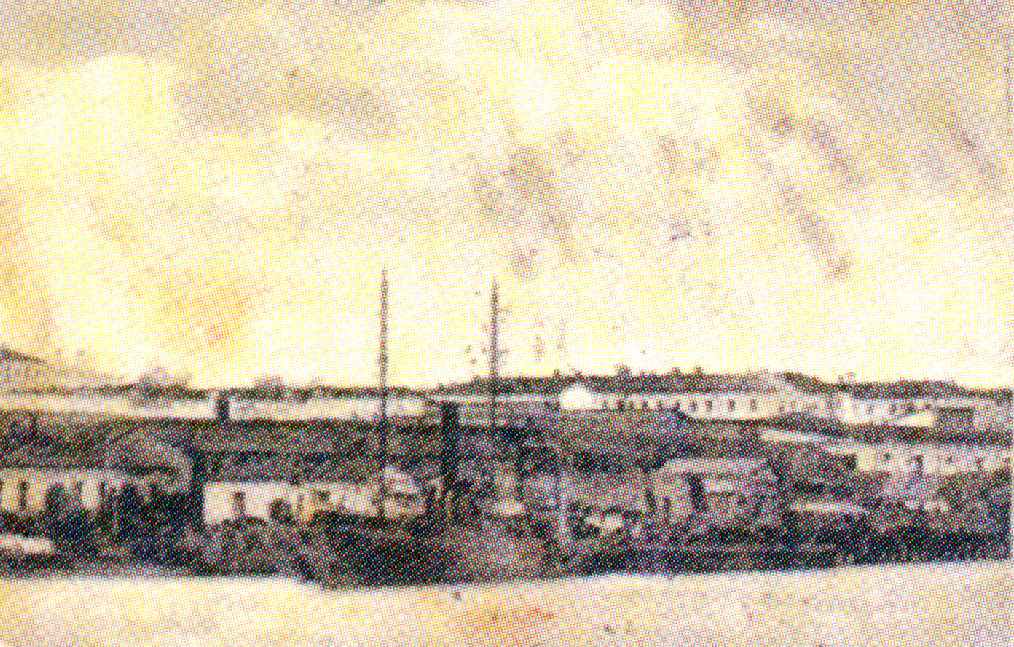
Caserne de Kherson, 1903.

- 3 décembre 1916 - 25 mars 1917 : mouvement vers le front et occupation d'un secteur entre Prosnes et le sud de Sainte-Marie-à-Py. Au cours du mois de janvier, le 98e régiment d'infanterie de réserve et le 20e régiment d'infanterie sont respectivement transférés à la 207e division et 5e division de la Garde et remplacés par le 9e régiment de jägers issu de la 199e division et le 415e régiment issu de la 204e division. Quelques semaines plus tard, le 416e régiment d'infanterie remplace le 114e régiment qui intègre la 199e division.
- 25 mars - 13 décembre : transport vers la Roumanie. Au cours du transport le 9e régiment de jägers est transféré à la 101e division d'infanterie, la division est alors complétée par l'arrivée du 182e régiment issu de la 216e division d'infanterie. La 212e division est envoyée sur le front russo-roumain et occupe jusqu'au mois de juillet un secteur vers Brăila, puis un secteur vers Focșani et Tecuci. Combats très durs durant le mois de septembre.
- 13 décembre - 15 avril 1918 : mouvement de rocade, les 415e et 416e régiments sont identifiés au sud-est de Panciu et le 182e régiment à l'ouest de la Nămoloasa.

#### 1918
- 15 avril - novembre : retrait du front, la division est ensuite envoyée en Ukraine dans le secteur de Kherson. Au cours de l'année, la division est amputée de ses soldats les plus jeunes qui sont envoyés sur le front de l'Ouest. La division reste en Ukraine.

## Chefs de corps
| Grade        | Nom                         | Date                               |
| ------------ | --------------------------- | ---------------------------------- |
| Generalmajor | Franz Francke (de)          | 8 septembre 1916 - 29 janvier 1918 |
| Generalmajor | Max Morgenstern-Döring (de) | 30 janvier 1918 - mars 1919        |